# Гуастальське графство
Гуастальське графство (італ. Contea di Guastalla; еміл. Cuntea de Guastàla) — держава з центром у місті Гуасталла на півночі Італії, яка існувала з 1428 по 1621 рік, після чого була піднесена до герцогства.

## Історія
У 1428 році титул графа був наданий Гвідо Тореллі за його заслуги перед герцогом Міланським Філіпо Марія Вісконті. Його нащадки зберігали свою владу на цій території до 1539 року, коли, опинившись у фінансовій скруті, родина була змушена продати свої домени Ферранте Гонзага. З цього моменту Гуастальське графство значно підвищила свій престиж. Ферранте Гонзага був одним із найвпливовіших людей свого часу як з політичної, так і з військової точки зору. Коли він помер у 1557 році, його спадок перейшов до його первістка Чезаре I Гонзага, який остаточно переніс свій двір у Гуасталлу в 1567 році. Багато видатних споруд, таких як собор, монетний двір, вулиця Віа-Гонзага та герцогський палац були ним зведені або завершені в Гуасталі. У 1575 році його успадкував син Ферранте II.
Інша гілка сім'ї Тореллі з Гуасталли до 1612 року правила Монтек'яругольським графством (відокремленим від Гуастальського графства в 1456 році) .